# Liste der Parlamentsabgeordneten von Malta (12. Wahlperiode)
Diese Liste gibt einen Überblick über alle Mitglieder des Repräsentantenhauses der Republik Malta in der 12. Wahlperiode von 2013 bis 2017.

## Präsidium
- Speaker: Anġlu Farrugia (PL)
- Staatspräsident: George Abela (PL), bis 4. April 2014
- Staatspräsident: Marie Louise Coleiro Preca (PL), ab 4. April 2014

## Zusammensetzung
Nach der Parlamentswahl vom 9. März 2013 setzt sich das Repräsentantenhaus wie folgt zusammen:
| Fraktion                      | Sitze |
| ----------------------------- | ----- |
| PL                            | 39    |
| PN                            | 30    |
| Unabhängige Kandidaten (Ind.) | 2     |
| gesamt                        | 71    |

## Abgeordnete
| Name                       | Fraktion | Wahlkreis | Bemerkungen                                                        |
| -------------------------- | -------- | --------- | ------------------------------------------------------------------ |
| Carmelo Abela              | PL       | 3         |                                                                    |
| Tony Abela                 | PN       | 7**       | ab 16. November 2015 für Joe Cassar                                |
| Chris Agius                | PL       | 2**       | ab 9. April 2013 für Joseph Muscat                                 |
| David Agius                | PN       | 11        | Opposition Whip (Parlamentarischer Geschäftsführer der Opposition) |
| Anthony Agius Decelis      | PL       | 11        |                                                                    |
| Robert Arrigo              | PN       | 9*, 10    | bis 3. April 2013                                                  |
| Frederick Azzopardi        | PN       | 13*       | Zusatzmandat nach Art 52(1) Const.                                 |
| Jason Azzopardi            | PN       | 4         |                                                                    |
| Evarist Bartolo            | PL       | 10, 12*   | bis 28. März 2013 (12)                                             |
| Toni Bezzina               | PN       | 5         |                                                                    |
| Charlò Bonnici             | PN       | 11**      | ab 9. April 2013 für Joe Cassar                                    |
| Owen Bonnici               | PL       | 3         |                                                                    |
| Antoine Borg               | PN       | 7**       | ab 2. August 2013 für Lawrence Gonzi                               |
| Ian Borg                   | PL       | 7         |                                                                    |
| Leo Brincat                | PL       | 9*        | bis 11. Oktober 2016                                               |
| Charles Buhagiar           | PL       | 7         |                                                                    |
| Stefan Buontempo           | PL       | 2         |                                                                    |
| Luciano Busuttil           | PL       | 1**       | ab 9. April 2013 für Louis Grech                                   |
| Simon Busuttil             | PN       | 9*, 11    | bis 3. April 2013 (9), Oppositionsführer                           |
| Claudette Buttigieg        | PN       | 8**       | Zusatzmandat nach Art 52(1) Const.                                 |
| Ryan Callus                | PN       | 6         |                                                                    |
| Christian Cardona          | PL       | 8         |                                                                    |
| Justyne Caruana            | PL       | 13        |                                                                    |
| Joe Cassar                 | PN       | 7*, 11*   | bis 16. November 2015 (7) / bis 3. April 2013 (11)                 |
| Marie Louise Coleiro Preca | PL       | 6*        | bis 15. April 2014, dann Staatspräsidentin                         |
| Robert Cutajar             | PN       | 12        |                                                                    |
| Helena Dalli               | PL       | 2         |                                                                    |
| Deo Debattista             | PL       | 1         |                                                                    |
| Mario de Marco             | PN       | 1         |                                                                    |
| Giovanna Debono            | Ind.     | 13        |                                                                    |
| Kristy Debono              | PN       | 9**       | ab 9. April 2013 für Robert Arrigo                                 |
| Joe Debono Grech           | PL       | 8**       | ab 9. April 2013 für Edward Scicluna                               |
| Michael Falzon             | PL       | 10**      | ab 9. April 2013 für Emanuel Mallia                                |
| Godfrey Farrugia           | PL       | 7         |                                                                    |
| Joseph Farrugia            | PL       | 5**       | ab 6. November 2014 für Karmenu Vella                              |
| Marlene Farrugia           | Ind.     | 5         |                                                                    |
| Michael Farrugia           | PL       | 12        |                                                                    |
| Christopher Fearne         | PL       | 4         |                                                                    |
| Albert Fenech              | PN       | 10**      | ab 9. April 2013 für George Pullicino, bis 6. April 2016           |
| Tonio Fenech               | PN       | 8, 12*    | bis 3. April 2013 (12)                                             |
| Beppe Fenech Adami         | PN       | 8         |                                                                    |
| Roderick Galdes            | PL       | 6         |                                                                    |
| Ċensu Galea                | PN       |           | Deputy Speaker                                                     |
| Mario Galea                | PN       | 3         |                                                                    |
| Vincent Galea              | PN       | 12**      | ab 9. April 2013 für Tonio Fenech                                  |
| Michael Gonzi              | PN       | 12        |                                                                    |
| Lawrence Gonzi             | PN       | 2*, 7*    | bis 3. April 2013 (2), bis 30. Juli 2013 (7)                       |
| Karl Gouder                | PN       | 10**      | Nachrücker (für Albert Fenech)                                     |
| Claudio Grech              | PN       | 1         |                                                                    |
| Etienne Grech              | PL       | 3         |                                                                    |
| Louis Grech                | PL       | 1*, 11    | bis 28. März 2013 (1)                                              |
| Clifton Grima              | PL       | 9**       | ab 12. Oktober 2016 für Leo Brincat                                |
| José Herrera               | PL       | 1         |                                                                    |
| Emanuel Mallia             | PL       | 9, 10*    | bis 28. März 2013 (10)                                             |
| Charles Mangion            | PL       | 6**       | ab 16. April 2014 für Marie Louise Coleiro Preca                   |
| Franco Mercieca            | PL       | 13        |                                                                    |
| Peter Micallef             | PN       | 6**       | ab 25. November 2016, nach Verfassungsgerichtsurteil               |
| Carmelo Mifsud Bonniċi     | PN       | 4*        | Zusatzmandat nach Art 52(1) Const.                                 |
| Paula Mifsud Bonnici       | PN       | 1**       | Zusatzmandat nach Art 52(1) Const.                                 |
| Joe Mizzi                  | PL       | 2         |                                                                    |
| Konrad Mizzi               | PL       | 4         |                                                                    |
| Joseph Muscat              | PL       | 2*, 4     | bis 28. März 2013, dann Premierminister                            |
| Silvio Parnis              | PL       | 4         |                                                                    |
| Marthese Portelli          | PN       | 9**       | ab 9. April 2013 für Simon Busuttil                                |
| Clyde Puli                 | PN       | 6         |                                                                    |
| George Pullicino           | PN       | 9, 10*    | bis 3. April 2013 (10)                                             |
| Anton Refalo               | PL       | 13        |                                                                    |
| Chris Said                 | PN       | 13        |                                                                    |
| Joseph Sammut              | PL       | 5         |                                                                    |
| Deborah Schembri           | PL       | 12**      | ab 9. April 2013 für Evarist Bartolo                               |
| Silvio Schembri            | PL       | 6         |                                                                    |
| Edward Scicluna            | PL       | 5, 8**    | bis 28. März 2013 (5, 8)                                           |
| Stephen Spiteri            | PN       | 2**       | ab 9. April 2013 für Lawrence Gonzi                                |
| Edwin Vassallo             | PN       | 11**      | Nachrücker ab 25. November 2016, nach Verfassungsgerichtsurteil    |
| George Vella               | PL       | 3         |                                                                    |
| Karmenu Vella              | PL       | 5*        | bis 6. November 2014                                               |
| Francis Zammit Dimech      | PN       | 10        |                                                                    |
| Edward Zammit Lewis        | PL       | 8         |                                                                    |